# Apocheiridium chamberlini
Apocheiridium chamberlini es una especie de arácnido del orden Pseudoscorpionida de la familia Cheiridiidae.

## Distribución geográfica
Se encuentra en  el sur de África.